# 7096 Napier
(7096) Napier (of 1992 VM)
is een marsbaankruisende planetoïde uit de hoofdgordel die op 3 november 1992 door de Brits-Australische astronoom Robert McNaught van het Siding-Spring-Observatorium werd ontdekt.
Zij is vernoemd naar de Schotse wetenschapper Bill Napier.